# Geguri
Geguri (hangeul : 게구리), de son vrai nom Kim Se-yeon (hangeul : 김세연 ; hanja : 金世娟), née le 26 juin 1999, est une joueuse professionnelle d'Overwatch sud-coréenne. Elle devient célèbre en 2016 pour son pourcentage de victoires exceptionnel qui lui a valu d'être accusée de triche et de subir un harcèlement en ligne. Néanmoins, elle démontre ses compétences en studio sous surveillance. Elle joue dans l'équipe des Shanghai Dragons depuis 2018 et participe à l'Overwatch League avec cette équipe.

## Biographie

### Débuts
Geguri s'intéresse à Overwatch pour la première fois après avoir vu des cinématiques avant la sortie du jeu. Elle est convaincue de se lancer dans le jeu après les recommandations d'une proche. Pour sa carrière, elle choisit le pseudonyme Geguri (게구리) qui est une déformation du terme Gaeguri (개구리) qui signifie grenouille. Elle est rapidement classée parmi les meilleurs contrôleurs du personnage Zarya. Elle développe une réputation en Corée du Sud pour son pourcentage de victoires et pour la qualité de ses tirs.
En juin 2016, Geguri est au centre d'une controverse importante. Elle subit un harcèlement en ligne de la part d'autres joueurs qui l'accusent de tricher et d'utiliser un logiciel. En réponse, elle accepte de se laisser filmer en direct pendant des parties. Le scandale remonte à Blizzard Entertainment Korea qui invalide les accusations de triche après analyse de données. Pour The Quad, l'affaire est une preuve que les hommes se sentent menacés par le succès d'une jeune femme.

### Carrière
En février 2018, elle rejoint les Shanghai Dragons qui restaient sur dix défaites en autant de matchs, ce qui lui permet de devenir la première femme à figurer dans l'Overwatch League. Avec les Shanghai Dragons, Geguri joue en première ligne en position de « tank » dont le rôle est d'encaisser les dégâts pour protéger ses partenaires. Elle joue principalement le rôle du personnage Zarya avec lequel elle atteint un taux de victoire de 80 % sur le serveur coréen, chose rare.
Interrogée par ESPN au sujet de l'admiration qu'elle suscite en tant que femme, Geguri a exprimé sa reconnaissance mais aussi son indifférence, considérant qu'elle ne souhaitait pas être connue pour cette raison.

## Récompenses
Le magazine Time nomme Geguri dans sa liste des « Leaders de la prochaine génération » en 2019.